# Pubrunda
En pubrunda är när man ger sig ut ett kompisgäng eller motsvarande för att besöka ett antal barer, pubar och liknande lokaler för att dricka alkoholdrycker (med eller utan alkohol) som exempelvis öl eller ölliknande dryck. 
Pubrundor är bland annat vanligt förekommande i studentstäder. I Uppsala, exempelvis, omfattar en pubrunda de tretton nationerna. Enligt tradition är det brukligt för nya studenter att gå runt denna pubrunda och således dricka 13 öl. [källa behövs]